# Mohamed Ben Mohamed
Mohamed Ben Mohamed (em árabe: محمد بن محمد; nascido em 1938) é um ex-ciclista marroquino. Competiu em duas provas de ciclismo de estrada nos Jogos Olímpicos de Verão de 1960 em Roma.